# Округ Линколн (Кентаки)
Округ Линколн (енгл. Lincoln County) је округ у америчкој савезној држави Кентаки.

## Демографија
По попису из 2010. године број становника је 24.742, што је 1.381 (5,9%) становника више него 2000. године.
| Група             | 2000.          | 2010.          |
| Белци             | 22.349 (95,7%) | 23.404 (94,6%) |
| Афроамериканци    | 592 (2,5%)     | 565 (2,3%)     |
| Азијати           | 23 (0,1%)      | 40 (0,2%)      |
| Хиспаноамериканци | 208 (0,9%)     | 372 (1,5%)     |
| Укупно            | 23.361         | 24.742         |